# Fanny camina
Fanny camina es una película dramática argentina dirigida por Alfredo Arias e Ignacio Masllorens.
La cinta fue nominada a mejor dirección de arte, mejor diseño de vestuario y mejor maquillaje y peluquería en la 71° edición de los Premios Cóndor de Plata.

## Sinopsis
Desde su encuentro con Eva Perón hasta la muerte del ícono, desde su fascinación por la causa peronista hasta la persecución que sufrió tras la Revolución Libertadora, la estrella de cine Fanny Navarro rememora su vida mientras recorre las calles del Buenos Aires actual. La película no está ambientada ni en los años 50 ni en el presente; se sitúa en la intersección del cine del tiempo y la expectativa, mirando del presente al pasado y del pasado al futuro. Las figuras fantasmales parecen atrapadas en una época (el peronismo) de la que el presente no puede liberarse. La película es una oda melancólica y ensoñadora al cine y a Buenos Aires, pero no es en absoluto retrospectiva, sino que reclama una salida hacia un futuro político.

## Elenco
- Alejandra Radano como Fanny Navarro
- Nicola Costantino  como Eva Duarte de Perón
- Marcos Montes como Esteban
- Fabián Minelli como Paco Jamandreu
- Marta Lubos como La madre
- Manuel Martínez Sobrado como Juan Duarte
- Adriana Pegueroles como Malisa Zini
- Fanny Bianco como Perla Mux
- Jorge Priano como El Chancho Apold
- Carlos Felisatti como Juan Domingo Perón
- Francesca Bab Andryseca como Fanny niña
- Ignacio Rodríguez de Anca como Locutor radio
- Abril Lis Varela como Novia

## Premios y nominaciones
| Premio                  | Fecha              | Categoría                     | Nominado                            | Resultado | Ref.  |
| ----------------------- | ------------------ | ----------------------------- | ----------------------------------- | --------- | ----- |
| Premios Cóndor de Plata | 22 de mayo de 2023 | Mejor dirección de arte       | Alfredo Arias Nicola Costantino     | Pendiente | [ 1 ] |
| Premios Cóndor de Plata | 22 de mayo de 2023 | Mejor diseño de vestuario     | Fabián Luca                         | Pendiente | [ 1 ] |
| Premios Cóndor de Plata | 22 de mayo de 2023 | Mejor maquillaje y peluquería | Coni Pasqualicchio Sebastián Correa | Pendiente | [ 1 ] |